# Maison-musée Gaudi
La maison-musée Gaudi (catalan : Casa Museu Gaudí), située dans le terrain du parc Güell, à Barcelone, fut la résidence d'Antoni Gaudí pendant presque 20 ans, de 1906 à la fin de 1925. Le 28 septembre 1963, elle fut inaugurée comme musée et abrite actuellement une collection de meubles et d'objets conçus par l'architecte.

## Histoire
À la fin du XIXe siècle, l’industriel catalan Eusebi Güell i Bacigalupi, retourné à Barcelone après un séjour en Angleterre, voulait faire une cité-jardin pour la bourgeoisie catalane sur les terrains de la propriété Muntaner de Dalt qu'il avait acquise en 1899. Il a commandé le projet, qui prévoyait la construction de soixante maisons avec jardin et tous les services nécessaires, à Antoni Gaudí. En 1914, les travaux ont été arrêtés et le projet n'a jamais été réalisé.
De ces soixante logements prévus seulement deux ont été construits, qui s'ajoutent à l'ancienne maison -propriété de Güell- qui existait déjà sur cet endroit : celui de l'avocat Trias i Domènech et celui qui est aujourd’hui la maison-musée Gaudi, qui devait stimuler les acheteurs potentiels des parcelles. La maison–musée, conçue par l'architecte Francesc i Mestres Berenguer, construite par l'entrepreneur Josep Casanovas i Pardo et signée par Gaudí lui-même, a été construite entre 1903 et 1905. Elle était en vente, mais aucun acheteur ne s'est manifesté.
En 1906, Gaudi a acheté la maison où il est allé vivre avec son père et sa nièce. Son père mourut cette même année et sa nièce en 1912. Depuis lors Gaudí a vécu seul dans la maison jusqu’à la fin de 1925, quand il a déménagé à l'atelier du Temple de la Sagrada Família, quelques mois avant sa mort en 1926. L'architecte a fait donation de la maison au Conseil du Temple de la Sagrada Familia (Junta del Temple de la Sagrada Familia) et peu après elle a été vendue au couple Chiappo Arietti. En 1963 l’association Amis de Gaudi a acheté la maison aux descendants des Chiappo Arietti pour en faire un musée. Trois ans plus tard, fut inaugurée la maison-musée Gaudi. Josep Maria Garrut en a été le directeur depuis son ouverture au public et jusqu'à sa mort en 2008. En 1992, la maison a été remise à la Fondation du Conseil du Temple expiatoire de la Sagrada Familia (Fundació de la Junta Constructora del Temple Expiatori de la Sagrada Família).

## Bâtiment
Le bâtiment a quatre étages. Le rez-de-chaussée et le premier étage sont consacrés à la collection ouverte au public. Le sous-sol est à usage interne et le deuxième étage abrite la Biblioteca Enric Casanelles, qui peut être consultée en demandant la permission au préalable.
Quant à la collection, certaines pièces comme la chambre à coucher, l’étude ou le tambour de porte, ainsi que quelques objets personnels de Gaudí, évoquent la mémoire de l'architecte lorsqu’il a vécu dans cette maison. On peut y voir également une grande exposition de meubles conçus par Gaudi pour certains bâtiments tels que la Casa Batlló, la Casa Calvet, la Casa Milà, la Casa Vicens, la crypte de la Colònia Güell, ainsi que les éléments de forge dessinés également par Gaudí -qu’on peut contempler au jardin-, qui sont les objets les plus précieux de la collection. Le fonds comprend, aussi des meubles, sculptures, peintures, dessins et d’autres objets des collaborateurs de Gaudí, comme en témoignent les différentes salles du musée.